# Якуб Людвик Собиески
Якуб Людвик Хенрик Собиески (на полски: Jakub Ludwik Henryk Sobieski; * 2 ноември 1667 в Париж; † 19 декември 1737 в Жолква, днес в Украйна) е полски тронпринц на Жечпосполита.
Той е син на крал Ян III Собиески († 1696) и Мария Кажимера († 1716). През 1683 г. той участва с баща си, който от 1674 г. е крал на Полша, в битката при Каленберг пред Виена против османците.
Якуб Людвик Собиески се жени на 25 февруари 1691 г. във Варшава за прицеса Хедвиг Елизабет Амелия фон Пфалц-Нойбург (* 18 юли 1673 в Дюселдорф; † 11 август 1722 в Олава), дъщеря на курфюрст Филип Вилхелм фон Пфалц (1615 – 1690) и втората му съпруга Елизабет Амалия фон Хесен-Дармщат (1635 – 1709), дъщеря на ландграф Георг II фон Хесен-Дармщат и София Елеонора Саксонска. Нейната най-голяма сестра Елеонора е омъжена от 1676 г. за император Леополд I. Императорът им залага през 1691 г. Олава за 400 000 гулдена. Двойката резидира в тамошния дворец. Хедвиг Елизабет създава дворец в град Пилица.
След смъртта на баща му 1696 г. кандидатстват осемнадесет кандидати за полския трон. Якуб е подпомаган от Австрия, но майка му, Мария Кажимера, предпочита зет си, баварския курфюрст Максимилиан II Емануел.
Август II, курфюрстът на Саксония, става на 1 септември 1697 г. също крал на Полша, след като става католик. Якуб започва да се нарича херцог на Олава.
Август II затваря Якуб и по-малкия му брат Константи на 27 февруари 1704 г. до 1706 г. Принц Якуб Собиески умира на 19 декември 1737 г. в Жолква и е погребан там. Олава отива обратно на бохемските владетели.

## Деца
Якуб Людвик Собиески и Хедвиг Елизабет Амелия фон Пфалц-Нойбург имат децата:
- Мария Леополдина (1693 – 1695)
- Мария Кажимера (1695 – 1723), монахиня, обещана на шедския крал Карл XII
- Мария Каролина (1697 – 1740), оставила потомство

∞ 1. 1723 Фредерик-Морис дьо Латур д’Оверн, принц на Тюрен (1702 – 1723)
∞ 2. 1724 Шарл Годефроа дьо Латур д’Оверн, дук на Бульон (1706 – 1771)
- Мария Клементина (1702 – 1735),

∞ 1719 принц Джеймс Франсис Едуард Стюарт (1688 – 1766), син на крал Джеймс II от Англия, майка на принц Чарлз Едуард Стюарт
- Мария Магдалена (1704 – 1704)

- Якуб Людвик Собиески
- Мария Клементина, негова дъщеря
- Мария Кажимера, негова дъщеря
- Мария Каролина, негова дъщеря
- Майка му кралица Мария Кажимера с децата си